# Sant Llorenç des Cardassar
Pour les articles homonymes, voir Llorenç.
Sant Llorenç des Cardassar (nom officiel en catalan), ou San Lorenzo de Cardessar (ancien nom officiel en castillan), est une commune d'Espagne de l'île de Majorque dans la communauté autonome des Îles Baléares.

## Géographie

Localisation de l'île Majorque dans les Îles Baléares.
Localisation de Sant Llorenç des Cardassar dans l'île de Majorque.
Localisation de la comarque du Llevant dans l'île de Majorque.

Sant Llorenç des Cardassar est située au centre-est de l'île et fait partie de la comarque du Llevant.
On peut y accéder en une heure depuis Palma par l’autoroute principale MA-15. Elle est située à environ 60 km de l’aéroport international Son Sant Joan.

### Localités
| Localité                   | Population (2006) |
| -------------------------- | ----------------- |
| S'Illot                    | 217               |
| Sant Llorenç des Cardassar | 3 384             |
| Son Carrió                 | 1 030             |
| Son Moro                   | 626               |
| Sa Coma                    | 2 394             |
| Son Moro - Bonavista       | 87                |
| Cala Millor                | ?                 |

## Histoire
Sant Llorenç des Cardassar, qui faisait partie de la commune de Manacor, a été élevée au rang de commune en 1897.

## Économie
Comme beaucoup de villes côtières de Majorque, le tourisme constitue une part essentielle de l'économie locale.

## Sites et patrimoine
- Sant Llorenç des Cardassar : au centre de la ville on retrouve la Plaça Nova qui est le cœur de la communauté. C’est là que se trouve l'église paroissiale de Sant Llorenç. Elle contient une sculpture romanesque du XIIIe siècle de La Mare de Déu Trobada à côté d’une statue de style gothique.
- Son Carrió : église de Sant Miquel, de style romanesque et possédant une rosace.
- La Punta : c'est un parc de 200 hectares d’habitat naturel protégé ce qui empêche les hôtels de s’y installer. On y trouve une tour de défense du XVIIe siècle, les grottes préhistoriques de Ses Crestes et la talayot de Tancat de Sa Torre.
- Fêtes patronales : elles se tiennent aux alentours du 10 août, jour de la Saint Laurent[2].